# Балтійський хрест
Балтійський хрест (нім. Baltenkreuz) — нагорода Веймарської республіки. Заснована в 1919 році Балтійським Національним комітетом (політичне представництво німецького населення, що проживає на берегах Балтійського моря: Південної Лівонії і Курляндії (нині частина сучасної Литви та Латвії)).

## Нагородження
Нагорода, що мала спочатку статут пам'ятного знака, заснована для нагородження членів ополчення країн Балтики — Балтійського ландесвера і добровольців, німецького походження, які брали участь у боях з Червоною Армією в країнах Прибалтики в 1918-1919 роках не менше трьох місяців. Нагородження розпочалося з липня 1919 року. Всього було вироблено 21839 нагород.
Згідно з додатком до «Закону про звання, ордени і державні нагороди» від 07.04.1933 р., затвердженим 15.05.1934 р. (RGBl. I, № 52 v. 16.05.1934, стор 379), а також на підставі Наказу від 16.11.1935 р.(RGBl. I, № 127 v. 16.11.1935, стор 1341ff.) про набрання чинності цього Доповнення, Балтійський хрест прирівнювався до державних нагород Третього Рейху й було дозволено його носіння ветеранами-фрайкорівцями.
У повоєнний час у відповідності з розділом 6.1 Федерального закону ФРН «Про титули, ордени та почесні знаки» (§ 6 Abs. 1 № 1 закону про звання, нагороди та регалії /Ordensgesetz від 26. Липень 1957/BGBl. I, № 37 до 05.08.1957, с. 844-847), Балтійський хрест був прирівняний до державних нагород Федеративної республіки Німеччина і дозволений до носіння поряд з іншою фрайкорівською нагородою — Сілезьким Орлом.

## Форма і носіння нагороди
Балтійський хрест виконаний у формі прямого рівностороннього (т. зв. грецького) хреста, аналогічно Хресту з герба великого магістра Німецького Тевтонського ордена. Нагорода виготовлялася зі срібла або бронзи з чорнінням (оксидуванням або чорним покриттям лаком) або срібленням основи і золоченням накладки. Нагородження Балтійським хрестом супроводжувалося внесенням відповідного запису в Солдатську книжку.
Балтійський хрест був заснований в єдиному класі. Існувало два способи його носіння — на стрічці, і як нагрудний знак. На початковому етапі нагородження, коли нагрудний варіант Балтійського хреста не був поширений, в польових умовах нагороджені носили стрічку нагороди в петлиці або планку. Тому і виникла думка, що існує два класи Балтійського хреста. В урочистих випадках хрест носився на стрічці в петлиці або на парадній колодці. Офіційно затверджена стрічка для носіння «підвісного» варіанту Балтійського хреста мала забарвлення Балтійського ополчення: ширина 25 мм, в центрі широка синя смужка шириною 9 мм, по обидва боки від якої — дві вузькі по 2 мм кожна, все виконано на білому шовку.

## Галерея

### Нагороджені з хрестом

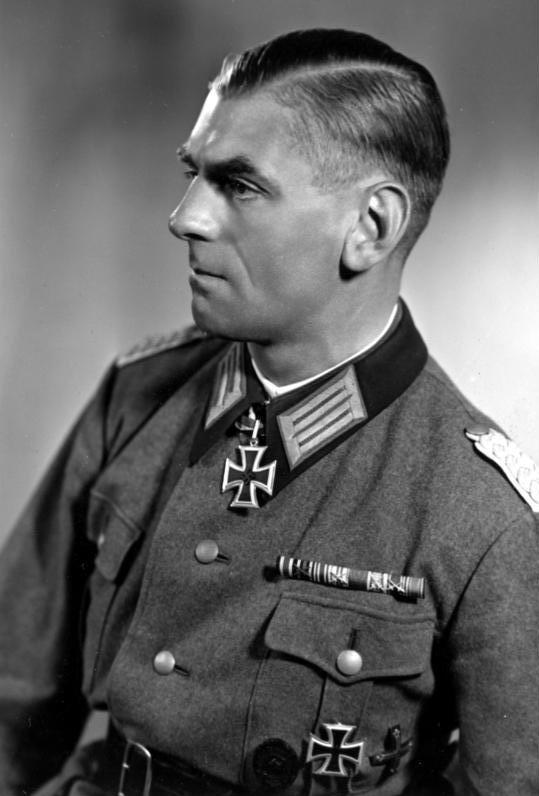
Майор охоронної поліції Рудольф Паннір (22 травня 1942).
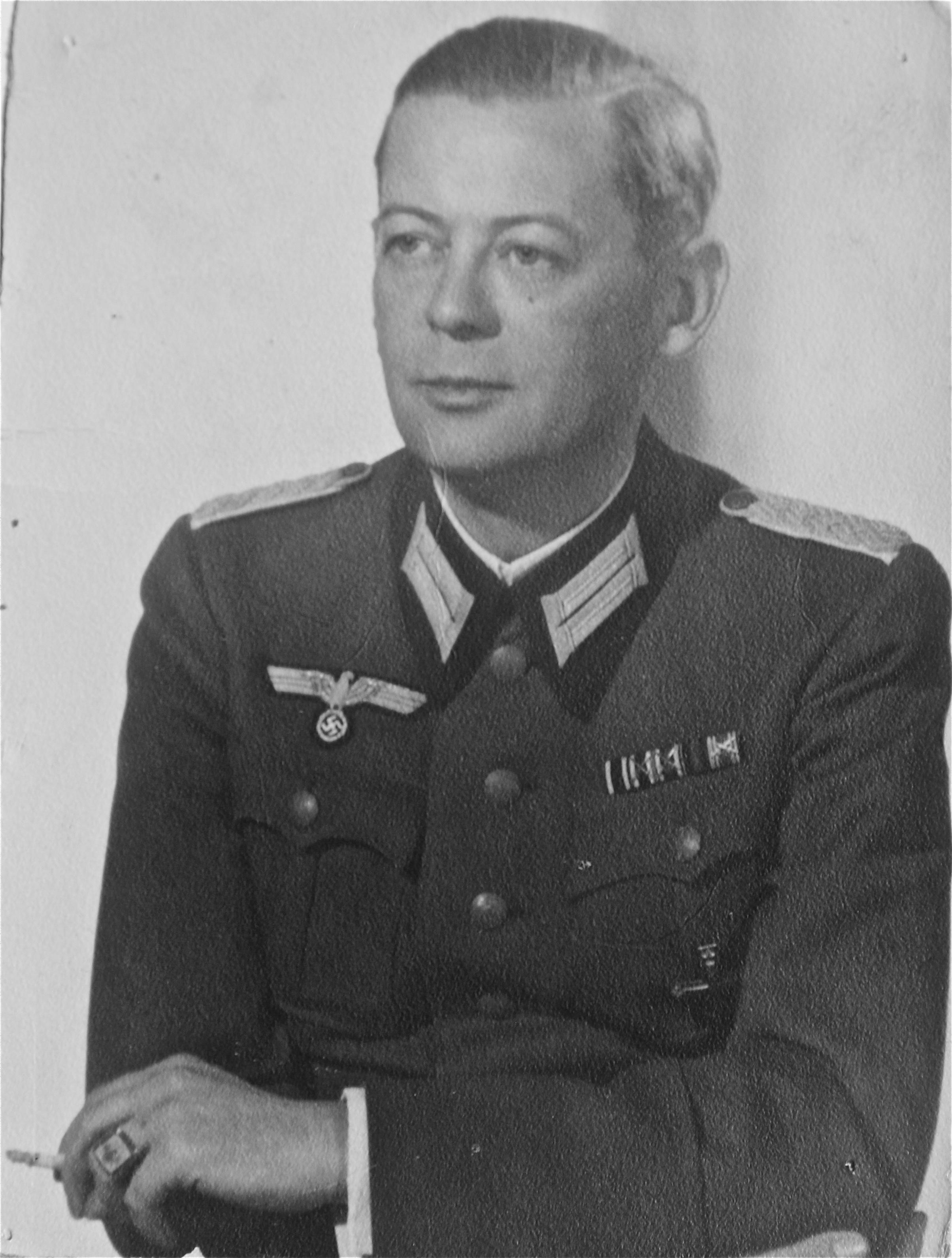
Майор Мартін Зоммерфельдт.